# قرنیه مسطح نوع ۲
قرنیه مسطح نوع ۲ (انگلیسی: Cornea plana 2) یک نقص مادرزادی ارثی نادر در سطح چشم است که با کاهش انحنای طبیعی قرنیه همراه می‌شود. شواهد علمی نشان می‌دهد که این عارضه به دلیل جهش در ژن KERA – که مسئول تولید کراتوکان بوده و نقش مهمی در ساختار قرنیه دارد – ایجاد می‌شود.

## مقدمه
قرنیه مسطح نوع ۲ یکی از اختلالات نادر مادرزادی چشم محسوب می‌شود که با کاهش انحنای طبیعی قرنیه، به‌عنوان یک بیماری التهابی و ساختاری، بر شفافیت و عملکرد نرمال چشم تأثیر می‌گذارد. این اختلال معمولاً به صورت ارثی و از طریق جهش‌های ژنتیکی، به ویژه در ژن KERA انتقال می‌یابد.

## علل
علت اصلی این بیماری، جهش‌های مولکولی در ژن KERA است که موجب نقص در تولید کراتوکان – یک پروتئین کلیدی در حفظ شکل و شفافیت قرنیه – می‌شود. این جهش‌ها می‌توانند منجر به کاهش استحکام و تغییر شکل قرنیه و در نتیجه ایجاد اختلالات بینایی شوند.

## تشخیص
تشخیص قرنیه مسطح نوع ۲ معمولاً بر اساس موارد زیر صورت می‌گیرد:
- معاینه بالینی: ارزیابی علائم بالینی از جمله کاهش انحنای قرنیه.
- تصویربرداری: استفاده از روش‌هایی نظیر کوروئولوژی، عکس‌برداری از چشم و سایر تکنیک‌های تصویربرداری برای ارزیابی تغییرات قرنیه.
- آزمایش‌های ژنتیکی: شناسایی جهش‌های موجود در ژن KERA برای تأیید تشخیص.[۲]

## درمان
روش‌های درمانی برای قرنیه مسطح نوع ۲ شامل:
- تصحیح اپتیکی: استفاده از لنزهای اصلاحی (مانند لنزهای تماسی سفارشی) برای بهبود بینایی.
- مداخلات جراحی: در موارد شدید، جراحی‌های اصلاحی قرنیه (مانند کاشت قرنیه) ممکن است مورد نیاز واقع شود.
- مراقبت‌های پی‌در‌پی: پیگیری منظم توسط متخصصان چشم‌پزشکی جهت نظارت بر تغییرات و مدیریت عوارض احتمالی.

## پیشگیری و مشاوره ژنتیکی
با توجه به ماهیت ارثی بیماری، مشاوره ژنتیکی برای خانواده‌های دارای سابقه ابتلا توصیه می‌شود. پیشگیری از انتقال بیماری از طریق برنامه‌های آگاهی‌بخشی و تشخیص زودهنگام در میان افراد مستعد از اهمیت ویژه‌ای برخوردار است.